# Джимми Дармоди
Джеймс Эдисон "Джимми" Дармоди (англ. James Edison "Jimmy" Darmody) — персонаж в исполнении Майкла Питта в драматическом сериале канала HBO «Подпольная империя». Он является одним из главных персонажей первых двух сезонов сериала. По сравнению с остальными главными персонажами сериала, Джимми не основан на какой-то исторической фигуре, являясь вымышленным созданием сценаристов. А также является единственным актёром, помимо Стива Бушеми, который появляется в каждом эпизоде, где его указывают.

## Конец
Создатель и шоураннер сериала Теренс Уинтер сказал, что он всегда хотел убить Джимми, но не думал, что это так скоро случится в сериале. Изначально, Джимми должен был выжить после второго сезона. Сюжет изменился, когда Дебни Коулмэн, который играет отца Джимми, лечился от рака во время съёмок.

## Критика
Майкл Питт, наряду с остальными актёрами «Подпольной империи», выиграл премию Гильдии киноактёров США за лучший актёрский состав в драматическом сериале в 2010 и 2011 гг. Питт был также номинирован премию Телевизионного фестиваля в Монте-Карло за лучшую мужскую роль в драматическом сериале.